# Julen Lopetegui
Julen Lopetegui Agote (Asteasu, Guipúzcoa, 28 de agosto de 1966) es un exfutbolista y entrenador español. Es el entrenador de la selección de Catar.

## Trayectoria como futbolista

### Inicios
Lopetegui se formó en la cantera de la Real Sociedad, que en ese entonces se llamaba San Sebastián F. C., de guardameta. Su rendimiento y, en particular, su actuación en el Torneo Internacional Juvenil en abril de 1985, nombrado mejor jugador, derivó en su fichaje por el Real Madrid Castilla. Formó parte de ese club hasta 1989, y entremedio tuvo una cesión a la Unión Deportiva Las Palmas, en la temporada 1988-89. Cuando regresó al Real Madrid, fue el tercer guardameta del primer equipo durante dos temporadas, y el 28 de abril de 1990 debutó con el primer equipo en un partido de liga contra el Atlético de Madrid que finalizó empatado a tres goles, en el estadio Vicente Calderón. Ganó una Liga española y una Supercopa de España, ambas en 1990.

### C. D. Logroñés
Después de no tener oportunidades y pasar una temporada en blanco en el Real Madrid, fichó en 1991 por el Club Deportivo Logroñés, el club más modesto, en cuanto a presupuesto, de la Primera División. En Logroño, tuvo un buen rendimiento. Fue titular indiscutible durante tres temporadas, convirtiéndose en uno de los mejores porteros de España. Jugó 108 partidos en Primera División. Durante su paso por el club, debutó con la selección española y se convirtió en el primer jugador del Logroñés en debutar con la selección.

### F. C. Barcelona
En la temporada 1994-95 fue fichado por el Fútbol Club Barcelona, donde debutó en el partido de vuelta de la Supercopa española, que jugaron con el Real Zaragoza en el Camp Nou. La lesión que arrastraba condicionó considerablemente su inicio en el F. C. Barcelona. Encajó cinco goles, fue expulsado y tuvo un fallo que derivó en el quinto gol. La derrota no impidió la victoria del Barcelona por marcador global, pero sí puso en duda la calidad de Lopetegui. Finalmente, Carles Busquets, suplente de Andoni Zubizarreta en las temporadas anteriores, le arrebató el puesto. En su primer año, Lopetegui tuvo un rendimiento irregular, como en el partido de vuelta frente al Atlético de Madrid en Copa del Rey, en el que atajó dos penales después de haber tenido complicidad el primer gol del rival. Jugó apenas cinco partidos de Liga en tres temporadas. Comenzó la temporada 1996-97 como titular en el partido de ida de la Supercopa de España, pero con la llegada de Vítor Baía terminó la temporada como tercer portero.

### Rayo Vallecano
En 1997, abandonó el Barcelona tras tres temporadas en las que contó con escasos minutos, y fichó por el Rayo Vallecano de la Segunda División. Contó con minutos y logró el ascenso en 1999. Pasó tres temporadas en Primera, en las que jugó 36 partidos ligueros, y fue suplente de Kasey Keller e Imanol Etxeberria. Al finalizar la temporada 2001-02, se retiró.

### Selección nacional
Debutó como internacional con las categorías juveniles de la selección española, con las que se proclamó subcampeón en la Copa Mundial de Fútbol Juvenil de 1985.
Su debut como internacional absoluto tuvo lugar el 23 de marzo de 1994, en un amistoso en Mestalla ante Croacia, que terminó en derrota 0-2. En este, su único encuentro disputado con la selección, entró en el minuto 26, en sustitución de Andoni Zubizarreta, con el partido 0-1. Fue el portero suplente habitual durante la fase de clasificación para el Mundial de 1994, torneo para el que fue convocado por el seleccionador nacional Javier Clemente, sin llegar a debutar.

## Trayectoria como entrenador

### Rayo Vallecano

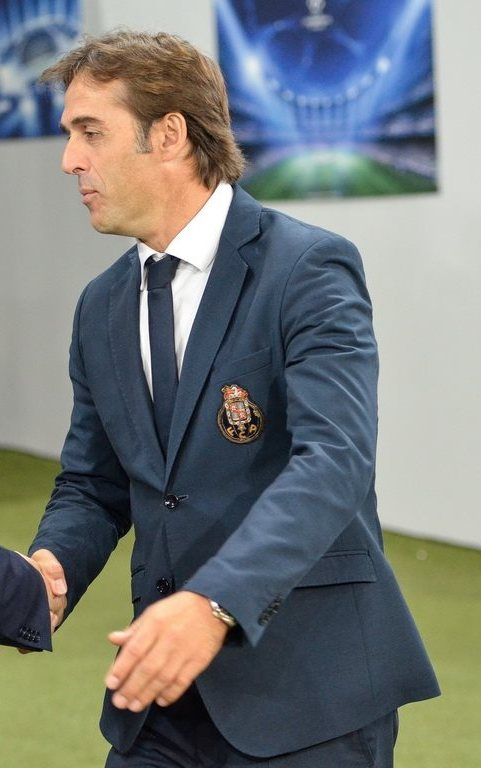
Lopetegui en septiembre de 2014, en su etapa en el Oporto

Tras su retirada como jugador, debutó como entrenador en la temporada 2003-04, con el primer equipo del Rayo Vallecano, recién descendido a Segunda División. Lopetegui fue destituido poco después de comenzar la temporada y el Rayo descendió a Segunda B.

### Real Madrid Castilla
Tras incorporarse en 2006 con Ramón Calderón al organigrama del Real Madrid, primeramente como responsable de los ojeadores internacionales del club, volvió a los banquillos en junio de 2008, al hacerse cargo del Real Madrid Castilla, primer filial del club merengue, cargo que abandonó a final de temporada tras no ascender al equipo de categoría, desvinculándose del club tras tres temporadas.

### F. C. Porto
Tras formar parte del cuerpo técnico de la Real Federación Española de Fútbol entre agosto de 2010 y mayo de 2014, como seleccionador de categorías inferiores, es contratado como entrenador por el Oporto de la Primeira Liga de Portugal. En su primera temporada con el conjunto «portista», concluyó segundo en liga a tres puntos del Benfica, mientras que en Liga de Campeones alcanzó los cuartos de final ante el Bayern de Guardiola. Fue destituido a mediados de la segunda temporada, en enero de 2016, con el equipo tercero en liga y en dieciseisavos de Liga Europa, tras ser apeado en la fase de grupos de la Liga de Campeones.

### Real Madrid
El 12 de junio de 2018, el Real Madrid anunció a través de un comunicado su contratación como técnico tras la disputa de la Copa Mundial, para la temporada 2018-19. Al día siguiente se produjo su polémica destitución como seleccionador nacional, precipitándose el 14 de junio, su presentación oficial como entrenador blanco. Lopetegui sucedía en el cargo a Zidane (tricampeón continental 2016-2018), enfrentando un periodo de transición del equipo, tras la salida a la Juventus del jugador franquicia y gran referente del ataque, Cristiano Ronaldo.
El equipo comenzó la campaña con derrota ante el Atlético en la Supercopa de Europa 2018, pero tanto en Liga como en Liga de Campeones, tuvo alguna buena actuación como ante la Roma. Sin embargo la derrota en el clásico de la jornada diez en Barcelona (5-1), precipitó su destitución el 29 de octubre, con el equipo situado en el noveno puesto de la clasificación.

### Sevilla F. C.
Asume el cargo de entrenador del Sevilla Fútbol Club para la temporada 2019/20, tras firmar por tres campañas. En su primera temporada al frente del equipo hispalense, terminó el campeonato liguero en cuarta posición, empatado a puntos con el tercero, y a nivel individual, fue galardonado con el Premio Miguel Muñoz, al mejor entrenador del Campeonato Nacional de Liga de Primera División. En competición europea, el 21 de agosto de 2020 se proclamó campeón de la Liga Europa tras derrotar por 3-2 al Inter de Milán en la final disputada en Colonia. Tras la consecución del sexto título continental para el club sevillista, disputó en el Puskás Aréna de Budapest, la Supercopa de Europa 2020 ante el Bayern de Múnich, con resultado de 2-1 favorable a los bávaros. Esa segunda temporada 2020/21, en la que renueva su contrato hasta 2024, consigue el mejor registro de puntos en la historia del equipo hispalense, 77 puntos.
Tras tres campañas en el cargo, es destituido el 5 de octubre, a inicios de su cuarta temporada 2022/23, tras la derrota en casa por 1-4 ante el Borussia Dortmund, en la fase de grupos de la Liga de Campeones.

### Wolverhampton Wanderers F. C.

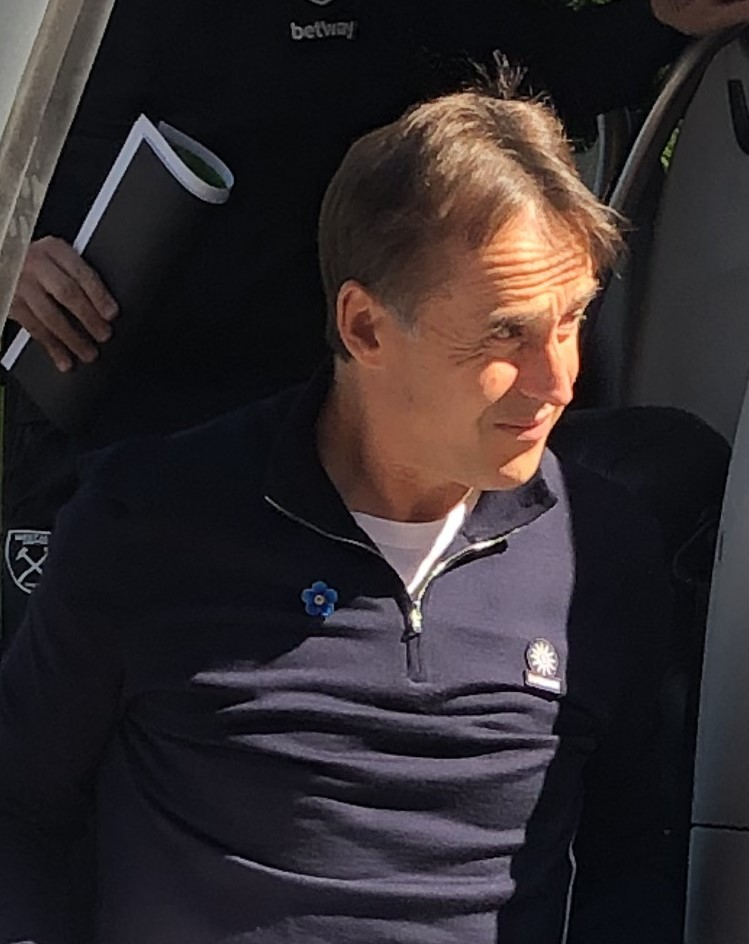
Lopetegui en septiembre de 2024

El 5 de noviembre de 2022, se incorporó al Wolverhampton Wanderers Football Club de la Premier League. Logró sacar al equipo inglés de los puestos de descenso y asegurar la permanencia al terminar la Premier League como 13er clasificado. Sin embargo, el 8 de agosto de 2023, dimitió de su cargo ante la falta de fichajes y la venta de grandes jugadores.

### West Ham United F. C.
El 23 de mayo de 2024, fue oficializado como entrenador del West Ham United Football Club de la Premier League.Después de media temporada sin resultados favorables, fue relevado de sus funciones en enero de 2025.

## Trayectoria como seleccionador

### Seleccionador nacional juvenil
Durante su etapa como seleccionador de categorías juveniles de la R.F.E.F., entre agosto de 2010 y mayo de 2014, mantuvo el estilo característico del fútbol español y de la selección absoluta, basado en el dominio y la posesión.
Como seleccionador sub-19/sub-20 (2010-2013), comenzó clasificando a España para el Europeo sub-19 de 2011, torneo del que salió campeón, pero en cuya fase final no pudo estar presente al solaparse con la disputa del Mundial sub-20 de 2011. En ese Mundial, España alcanzó los cuartos de final, siendo eliminada tras tanda de penaltis ante Brasil. Al año siguiente revalidó el título de campeón continental sub-19, logrando la clasificación para un Mundial sub-20 de 2013, en el que volvieron a quedar apeados tras prórroga, en cuartos de final ante Uruguay.
Como seleccionador sub-21 (2012-2014), sucedió a Luis Milla tras los Juegos Olímpicos de Londres 2012. Dirigió a esta categoría en diecinueve partidos (18 victorias y un empate), disputando la fase final del Europeo sub-21 de 2013, en el que reeditaron el título de 2011. Permaneció en el cargo hasta mayo de 2014, en que ficha por el Oporto, en el que estuvo casi dos temporadas, hasta su vuelta como seleccionador absoluto en julio de 2016.

### Seleccionador nacional absoluto
Como seleccionador nacional absoluto de España (2016-2018), cargo para el que fue presentado el 21 de julio de 2016 en la Ciudad del Fútbol de Las Rozas por el presidente Ángel María Villar, sucediendo a Vicente del Bosque, se mantuvo invicto con un balance en veinte partidos de catorce victorias y seis empates, entre los que se enfrentó a las otras cuatro grandes selecciones europeas y campeonas mundiales, Inglaterra (Wembley), Francia (Saint-Denis), Italia (Turín y Bernabéu) y Alemania (Düsseldorf), además de golear 6-1 a Argentina en el Metropolitano.
Tras clasificar a España para la Copa Mundial de 2018, fue renovado hasta la fase final de la Eurocopa 2020. Sin embargo, en vísperas del inicio del Mundial de Rusia, Lopetegui es repentinamente cesado, por lo que no llega a dirigir al combinado nacional en esta fase final. Unos días antes, Lopetegui había alcanzado un acuerdo con el Real Madrid, para ser el entrenador del primer equipo la siguiente temporada tras la disputa del Mundial, estando el presidente de la federación al corriente del acuerdo y de que el club haría efectivo el pago de su cláusula de rescisión de 2 millones de euros. Lopetegui traslada la conveniencia de anunciar su fichaje por el club madridista antes del inicio del Mundial para evitar posibles filtraciones durante el mismo, por lo que a las 17 horas del 12 de junio, el Real Madrid hace público el comunicado que anunciaba su futura contratación. A las 17:28 horas de ese 12 de junio, la web de la federación publicaba un comunicado en el que se ratificaba la desvinculación del seleccionador tras la cita mundialista y se indicaba que la RFEF había estado informada durante el trascurso de estas negociaciones. Sin embargo al día siguiente, en plena concentración de la selección nacional en Krasnodar y pese a la disconformidad expresada al presidente por varios internacionales entre ellos el capitán, Luis Rubiales cesó al seleccionador a dos días del comienzo del Mundial para España.
El 1 de mayo de 2025, Lopetegui fue presentado como nuevo entrenador de la selección de Catar.

## Trayectoria en medios de comunicación
Su primera aparición como colaborador en televisión, fue en la por entonces nueva cadena generalista «La Sexta», quién se hizo con los derechos de transmisión para España, de la Copa Mundial de 2006 y del partido en abierto de los sábados del Campeonato Nacional de Liga, anteriormente emitido por las autonómicas de la FORTA. En su debut como comentarista técnico, sufrió un desvanecimiento en directo, que incluso dio lugar a campañas publicitarias. Su segunda aparición como colaborador en televisión, fue en Televisión Española entre 2010 y 2012, donde ejerce como analista en Estudio Estadio, y en el programa de análisis de la Liga de Campeones, «Desafío Champions».

## Estadísticas

### Como jugador
| Club                 | País   | Año       | Partidos |
| -------------------- | ------ | --------- | -------- |
| Sanse                | España | 1983-1985 | -        |
| Real Madrid Castilla | España | 1985-1988 | 61       |
| U. D. Las Palmas     | España | 1988-1989 | 31       |
| Real Madrid C. F.    | España | 1989-1991 | 1        |
| C. D. Logroñés       | España | 1991-1994 | 107      |
| F. C. Barcelona      | España | 1994-1997 | 5        |
| Rayo Vallecano       | España | 1997-2002 | 112      |

### Como entrenador

#### Clubes
| Equipo                             | Div.         | Temporada    | Liga  | Liga | Liga | Liga | Liga |       | Copa | Copa | Copa | Copa  |    | Internacional | Internacional | Internacional | Internacional | Internacional |   | Otros | Otros | Otros | Otros |    | Totales     | Totales | Totales | Totales | Totales | Totales | Totales | Totales |
| Equipo                             | Div.         | Temporada    | Part. | G    | E    | P    | Pos. | Part. | G    | E    | P    | Part. | G  | E             | P             | Pos.          | Part.         | G             | E | P     | Part. | G     | E     | P  | Rendimiento | GF      | GC      | Dif.    |         |         |         |         |
| ---------------------------------- | ------------ | ------------ | ----- | ---- | ---- | ---- | ---- | ----- | ---- | ---- | ---- | ----- | -- | ------------- | ------------- | ------------- | ------------- | ------------- | - | ----- | ----- | ----- | ----- | -- | ----------- | ------- | ------- | ------- | ------- | ------- | ------- | ------- |
| Rayo Vallecano · España            | 2.ª          | 2003-04      | 11    | 2    | 2    | 7    | 21.º | -     | -    | -    | -    | -     | -  | -             | -             | -             | -             | -             | - | -     | 11    | 2     | 2     | 7  | 24.24%      | 12      | 18      | -6      |         |         |         |         |
| Rayo Vallecano · España            | Total        | Total        | 11    | 2    | 2    | 7    | -    | -     | -    | -    | -    | -     | -  | -             | -             | -             | -             | -             | - | -     | 11    | 2     | 2     | 7  | 24.24%      | 12      | 18      | -6      |         |         |         |         |
| Real Madrid Castilla · España      | 2.ª          | 2008-09      | 38    | 18   | 9    | 11   | 6.º  | -     | -    | -    | -    | -     | -  | -             | -             | -             | -             | -             | - | -     | 38    | 18    | 9     | 11 | 55.26%      | 60      | 45      | +15     |         |         |         |         |
| Real Madrid Castilla · España      | Total        | Total        | 38    | 18   | 9    | 11   | -    | -     | -    | -    | -    | -     | -  | -             | -             | -             | -             | -             | - | -     | 38    | 18    | 9     | 11 | 55.26%      | 60      | 45      | +15     |         |         |         |         |
| Porto Portugal                     | 1.ª          | 2014-15      | 34    | 25   | 7    | 2    | 2.º  | 6     | 3    | 1    | 2    | 12    | 8  | 3             | 1             | 1/4           | -             | -             | - | -     | 52    | 36    | 11    | 5  | 70.84%      | 113     | 33      | +80     |         |         |         |         |
| Porto Portugal                     | 1.ª          | 2015-16      | 16    | 11   | 4    | 1    | Inc. | 4     | 3    | 0    | 1    | 6     | 3  | 1             | 2             | Inc.          | -             | -             | - | -     | 26    | 17    | 5     | 4  | 71.79%      | 46      | 21      | +25     |         |         |         |         |
| Porto Portugal                     | Total        | Total        | 50    | 36   | 11   | 3    | -    | 10    | 6    | 1    | 3    | 18    | 11 | 4             | 3             | -             | -             | -             | - | -     | 78    | 53    | 16    | 9  | 74.79%      | 159     | 54      | +105    |         |         |         |         |
| Real Madrid · España               | 1.ª          | 2018-19      | 10    | 4    | 2    | 4    | Inc. | -     | -    | -    | -    | 3     | 2  | 0             | 1             | Inc.          | 1             | 0             | 0 | 1     | 14    | 6     | 2     | 6  | 47.62%      | 21      | 20      | +1      |         |         |         |         |
| Real Madrid · España               | Total        | Total        | 10    | 4    | 2    | 4    | -    | -     | -    | -    | -    | 3     | 2  | 0             | 1             | -             | 1             | 0             | 0 | 1     | 14    | 6     | 2     | 6  | 47.62%      | 21      | 20      | +1      |         |         |         |         |
| Sevilla · España                   | 1.ª          | 2019-20      | 38    | 19   | 13   | 6    | 4.º  | 4     | 3    | 0    | 1    | 12    | 9  | 2             | 1             | 1.º           | -             | -             | - | -     | 54    | 31    | 15    | 8  | 66.67%      | 87      | 45      | +42     |         |         |         |         |
| Sevilla · España                   | 1.ª          | 2020-21      | 38    | 24   | 5    | 9    | 4.º  | 7     | 6    | 0    | 1    | 8     | 4  | 2             | 2             | 1/8           | 1             | 0             | 0 | 1     | 54    | 34    | 7     | 13 | 67.28%      | 79      | 51      | +28     |         |         |         |         |
| Sevilla · España                   | 1.ª          | 2021-22      | 38    | 18   | 16   | 4    | 4.º  | 4     | 2    | 1    | 1    | 10    | 3  | 3             | 4             | 1/8           | -             | -             | - | -     | 52    | 23    | 20    | 9  | 57.05%      | 66      | 41      | +25     |         |         |         |         |
| Sevilla · España                   | 1.ª          | 2022-23      | 7     | 1    | 2    | 4    | Inc. | -     | -    | -    | -    | 3     | 0  | 1             | 2             | Inc.          | -             | -             | - | -     | 10    | 1     | 3     | 6  | 20%         | 8       | 21      | -13     |         |         |         |         |
| Sevilla · España                   | Total        | Total        | 121   | 62   | 36   | 23   | -    | 15    | 11   | 1    | 3    | 33    | 16 | 8             | 9             | -             | 1             | 0             | 0 | 1     | 170   | 89    | 45    | 36 | 61.17%      | 241     | 159     | +82     |         |         |         |         |
| Wolverhampton Wanderers Inglaterra | 1.ª          | 2022-23      | 23    | 9    | 4    | 10   | 13.º | 4     | 1    | 2    | 1    | -     | -  | -             | -             | -             | -             | -             | - | -     | 27    | 10    | 6     | 11 | 44.45%      | 28      | 38      | -10     |         |         |         |         |
| Wolverhampton Wanderers Inglaterra | Total        | Total        | 23    | 9    | 4    | 10   | -    | 4     | 1    | 2    | 1    | -     | -  | -             | -             | -             | -             | -             | - | -     | 27    | 10    | 6     | 11 | 44.45%      | 28      | 38      | -10     |         |         |         |         |
| West Ham United Inglaterra         | 1.ª          | 2024-25      | 20    | 6    | 5    | 9    | Inc. | 2     | 1    | 0    | 1    | -     | -  | -             | -             | -             | -             | -             | - | -     | 22    | 7     | 5     | 10 | 39.4%       | 26      | 44      | -18     |         |         |         |         |
| West Ham United Inglaterra         | Total        | Total        | 20    | 6    | 5    | 9    | -    | 2     | 1    | 0    | 1    | -     | -  | -             | -             | -             | -             | -             | - | -     | 22    | 7     | 5     | 10 | 39.4%       | 26      | 44      | -18     |         |         |         |         |
| Total Clubes                       | Total Clubes | Total Clubes | 273   | 137  | 69   | 67   | -    | 31    | 19   | 4    | 8    | 54    | 29 | 12            | 13            | -             | 2             | 0             | 0 | 2     | 360   | 185   | 85    | 90 | 59.26%      | 547     | 378     | +169    |         |         |         |         |
| 1. 2. 3.                           |              |              |       |      |      |      |      |       |      |      |      |       |    |               |               |               |               |               |   |       |       |       |       |    |             |         |         |         |         |         |         |         |

#### Selecciones
| Selección Sub-19    | 2010-12             | -   | -   | -  | -  | -   | -  | -  | - | - | 5  | 3  | 2  | 0  | 1.º | 10 | 8  | 0 | 2 | 15  | 11  | 2  | 2  | 77.77% | 39  | 19  | +20  |
| Selección Sub-20    | 2010-13             | 5   | 4   | 0  | 1  | 1/4 | -  | -  | - | - | -  | -  | -  | -  | -   | 6  | 5  | 0 | 1 | 11  | 9   | 0  | 2  | 81.82% | 30  | 16  | +14  |
| Selección Sub-21    | 2012-14             | -   | -   | -  | -  | -   | 8  | 7  | 1 | 0 | 5  | 5  | 0  | 0  | 1.º | 6  | 6  | 0 | 0 | 19  | 18  | 1  | 0  | 96.49% | 62  | 13  | +49  |
| Selección Adulta    | 2016-18             | -   | -   | -  | -  | -   | 10 | 9  | 1 | 0 | -  | -  | -  | -  | -   | 10 | 5  | 5 | 0 | 20  | 14  | 6  | 0  | 80%    | 61  | 13  | +48  |
| Total               | Total               | 5   | 4   | 0  | 1  | -   | 18 | 16 | 2 | 0 | 10 | 8  | 2  | 0  | -   | 32 | 24 | 5 | 3 | 65  | 52  | 9  | 4  | 84.62% | 192 | 61  | +131 |
| Selección Adulta    | 2025-Act.           | -   | -   | -  | -  | -   | 2  | 1  | 0 | 1 | -  | -  | -  | -  | -   | 0  | 0  | 0 | 0 | 2   | 1   | 0  | 1  | 50%    | 1   | 3   | -2   |
| Total               | Total               | 0   | 0   | 0  | 0  | -   | 2  | 1  | 0 | 1 | 0  | 0  | 0  | 0  | -   | 0  | 0  | 0 | 0 | 2   | 1   | 0  | 1  | 50%    | 1   | 3   | -2   |
| Total Selecciones   | Total Selecciones   | 5   | 4   | 0  | 1  | -   | 19 | 17 | 2 | 1 | 10 | 8  | 2  | 0  | -   | 32 | 24 | 5 | 3 | 67  | 53  | 9  | 5  | 83.58% | 193 | 64  | +129 |
| Total en su carrera | Total en su carrera | 278 | 141 | 69 | 68 | -   | 51 | 36 | 6 | 9 | 64 | 37 | 14 | 13 | -   | 34 | 24 | 5 | 5 | 427 | 238 | 94 | 95 | 63.08% | 740 | 442 | +298 |

#### Resumen por competiciones
| Competición                  | Partidos | Ganados | Empatados | Perdidos | Ganados % | Mejor resultado  |
| Clubes                       | Clubes   | Clubes  | Clubes    | Clubes   | Clubes    | Clubes           |
| ---------------------------- | -------- | ------- | --------- | -------- | --------- | ---------------- |
| Segunda División de España   | 49       | 20      | 11        | 18       | 48.3%     | 6.º lugar        |
| LaLiga                       | 131      | 66      | 38        | 27       | 60.05%    | 4.º lugar        |
| Copa del Rey                 | 15       | 11      | 1         | 3        | 75.55%    | Semifinales      |
| Primeira Liga                | 50       | 36      | 11        | 3        | 79.33%    | Subcampeón       |
| Copa de Portugal             | 4        | 3       | 0         | 1        | 75%       | Octavos de final |
| Copa de la Liga de Portugal  | 6        | 3       | 1         | 2        | 55.56%    | Semifinales      |
| Premier League               | 43       | 15      | 9         | 19       | 41.86%    | 13.º lugar       |
| FA Cup                       | 2        | 0       | 1         | 1        | 16.67%    | Tercera ronda    |
| EFL Cup                      | 4        | 2       | 1         | 1        | 58.33%    | Cuartos de final |
| Liga de Campeones de la UEFA | 38       | 18      | 10        | 10       | 56.14%    | Cuartos de final |
| Liga Europea de la UEFA      | 16       | 11      | 2         | 3        | 72.92%    | Campeón          |
| Supercopa de la UEFA         | 2        | 0       | 0         | 2        | 0%        | Subcampeón       |
| Total clubes                 | 360      | 185     | 85        | 90       | 59.26%    | 1 Título         |
| Selección                    |          |         |           |          |           |                  |
| Mundial                      | 5        | 4       | 0         | 1        | 80%       | Cuartos de final |
| Eliminatorias Europeas       | 10       | 9       | 1         | 0        | 93.33%    | Clasificado      |
| Eurocopa                     | 10       | 8       | 2         | 0        | 86.67%    | Campeón          |
| Clasificatoria Eurocopa      | 8        | 7       | 1         | 0        | 91.67%    | Clasificado      |
| Clasificatorias Asiáticas    | 2        | 1       | 0         | 1        | 50%       | En disputa       |
| Amistosos                    | 32       | 24      | 5         | 3        | 80.21%    | +24 PG           |
| Total selección              | 67       | 53      | 9         | 5        | 83.58%    | 2 Títulos        |
| Total en su carrera          | 427      | 238     | 94        | 95       | 63.08%    | 3 Títulos        |

## Palmarés

### Como jugador

#### Campeonatos nacionales
| Título              | Club            | País   | Año     |
| ------------------- | --------------- | ------ | ------- |
| Primera División    | Real Madrid     | España | 1989-90 |
| Supercopa de España | Real Madrid     | España | 1990-91 |
| Supercopa de España | F. C. Barcelona | España | 1994-95 |
| Supercopa de España | F. C. Barcelona | España | 1996-97 |
| Copa del Rey        | F. C. Barcelona | España | 1996-97 |

#### Campeonatos internacionales
| Título           | Equipo              | País            | Año  |
| ---------------- | ------------------- | --------------- | ---- |
| Mundial sub-20   | Selección de España | Unión Soviética | 1985 |
| Recopa de Europa | F. C. Barcelona     | Países Bajos    | 1997 |

### Como entrenador

#### Campeonatos internacionales
| Título         | Equipo (*)          | Sede     | Año  |
| -------------- | ------------------- | -------- | ---- |
| Europeo sub-19 | Selección de España | Estonia  | 2012 |
| Europeo sub-21 | Selección de España | Israel   | 2013 |
| Liga Europa    | Sevilla F. C.       | Alemania | 2020 |

#### Reconocimientos
- Trofeo Miguel Muñoz al mejor entrenador del Campeonato Nacional de Liga de Primera División (temporada 2019/2020).[56]

## Vida personal
Nacido en Asteasu, Guipúzcoa, es hijo de José Antonio Lopetegui, más conocido como Agerre II, un reconocido harrijasotzaile, y Juanita Agote, quien junto con su esposo regentaba un asador. Tiene un hermano, Joxean, y dos hermanas, Miriam e Idoia. Está casado con Rosa Maqueda, hermana del futbolista Juan José Maqueda, a la que conoció en 1989 y con quien tiene tres hijos: Jon, Daniel y María.